# 長棟川
長棟川（ながとがわ）は、富山県富山市を流れる河川で、神通川の支流。

## 概要
グリーンタフの硬い地盤である岩稲累層を流れる川だけに、流域の殆どが、岩壁に挟まれた狭く険しいゴルジュ帯が広がっており沢登りの対象となる。
イワナやヤマメの生息が多く、国道41号に程近い好立地もあり、それを求めてくる釣り人が多い。
かつては「長棟鉛山」という鉱山があった。
江戸時代には長棟川の水を用いて舟倉用水が建設され、水資源に乏しかった船峅台地（舟倉野）を潤した。
平成24年には上流の長棟川第一発電所に設置した仮設エンジン発電機から9Lの油が漏れ出し、長棟川に流出した。
長棟川源流には、過去に河川が流れていたことを示す稜線上のくぼみである風隙が見られる。

## 自然
長棟川の源流域にある盆地には富山県では珍しいシラカバ群落がある。

## 流域の集落
- 太田薄波（廃村）
- 奥山（廃村）
- 長棟 （廃村）

## 地理

### 主な支流
- 三平谷
- 大池谷
- クスリ谷
- 大谷
- キヤク谷
- カヤ原谷
- 弥谷
- 銀砂谷
- 横谷
- 金山谷
- 広川 - 長棟川最大の支流